# Bruce Robinson

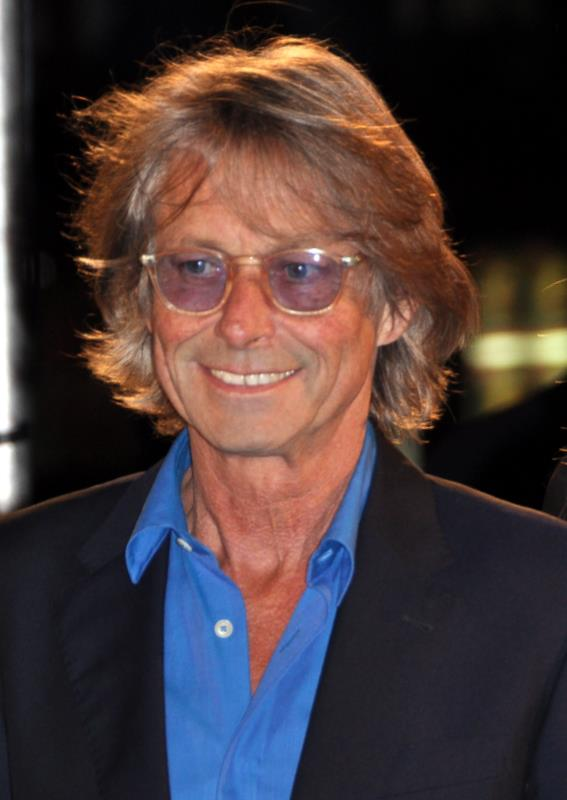
Bruce Robinson (2011)

Bruce Robinson (* 2. Mai 1946 in London) ist ein britischer Schauspieler, Regisseur sowie Drehbuch- und Buchautor.

## Leben
Robinson wurde durch eine kurze Affäre seiner verheirateten Mutter mit einem amerikanischen Soldaten geboren, dessen Identität Robinson erst mit 68 Jahren erfuhr. Sein Stiefvater, von dem er lange annahm, dass es sein echter Vater war, behandelte ihn ausgesprochen tyrannisch. Er wuchs in Broadstairs in Kent auf und absolvierte nach seinem Schulabschluss eine Schauspielausbildung an der Londoner Central School of Speech and Drama. Er debütierte 1968 als Filmschauspieler in der Shakespeare-Verfilmung Romeo und Julia von Franco Zeffirelli in der Nebenrolle des Benvolio. Im Film Tschaikowsky – Genie und Wahnsinn (1970) spielte er neben Richard Chamberlain, im Film Die Geschichte der Adèle H. (1975) von François Truffaut die männliche Hauptrolle an der Seite von Isabelle Adjani.
Insgesamt fielen die Schauspielangebote für Robinson aber eher mäßig aus, weshalb er sich in den 1970er-Jahren vermehrt dem Schreiben zuwandte. Für sein Drehbuch zu dem Film The Killing Fields – Schreiendes Land (1984) wurde er mit dem British Academy Film Award (BAFTA Award) und dem Writers Guild of America Award ausgezeichnet sowie für die Filmpreise Oscar und Golden Globe nominiert.
Drei Jahre später gewann Robinson den Evening Standard British Film Award für sein Drehbuch zu der erfolgreichen Tragikomödie Withnail & I (1987), mit der er zugleich sein Regiedebüt gab. In Whitnail & I verarbeitete Robinson autobiografische Elemente seines Lebens als junger arbeitsloser Schauspieler im London der späten 1960er-Jahre, der viel Alkohol und Drogen konsumierte, sowie eine sexuelle Belästigung durch Regisseur Zeffirelli bei den Dreharbeiten zu Romeo und Julia. Nachdem der Film ursprünglich in den Kinos wenig Zuspruch gefunden hatte, entwickelte er sich insbesondere in seinem Entstehungsland zu einem vielgeliebten Kultfilm und Filmklassiker. Anschließend inszenierte Robinson die Schwarze Komödie Ein erfolgreicher Mann (1989), welche die Werbebranche kritisch beleuchtete und in der wie bereits bei Whitnail & I Richard E. Grant die Hauptrolle spielte. Nach diesem weniger erfolgreichen Film wagte er den Sprung nach Hollywood. Für Jennifer 8 (1992) mit Andy García und Uma Thurman gewann er einen Preis des Cognac Festival du Film Policier.
Unter anderem da Jennifer 8 vor der Premiere gegen Robinsons Willen vom Filmstudio stark umgeschnitten wurde, zog er sich desillusioniert von der Regiearbeit zurück und konzentrierte sich wieder hauptsächlich aufs Schreiben. 1998 veröffentlichte er seinen Roman The Peculiar Memories of Thomas Penman, woraufhin bis heute weitere Buchpublikationen folgten. Nach einem längeren Rückzug aus dem Filmgeschäft entstand 2011 sein Film The Rum Diary, eine Hunter-S.-Thompson-Verfilmung mit Johnny Depp in der Hauptrolle, bei der erneut das Trinken ein wichtiges Sujet des Filmes war.
Robinson ist seit 1984 mit Sophie Windham verheiratet und hat zwei Kinder.

## Filmografie (Auswahl)

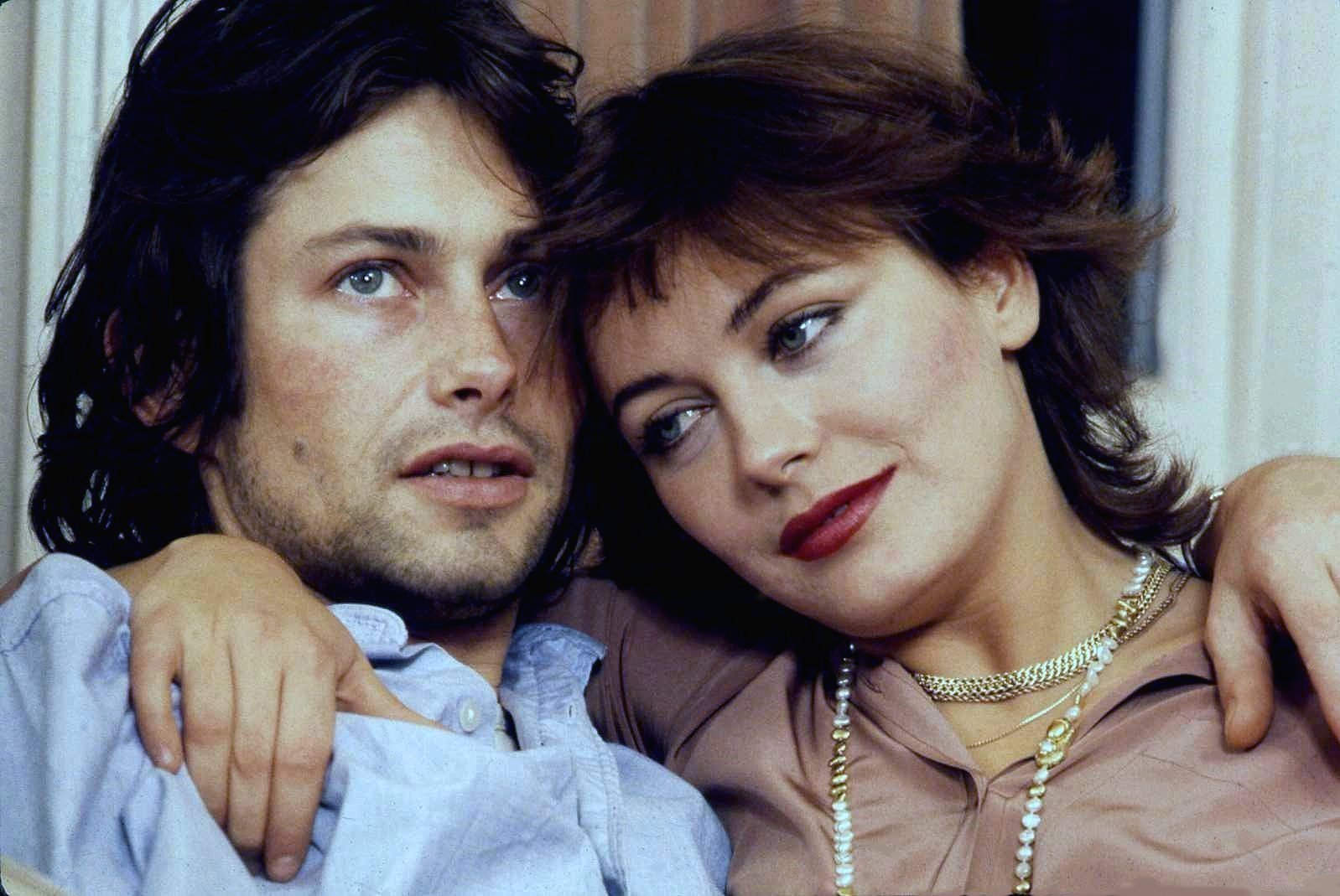
Bruce Robinson mit Lesley-Anne Down (1979)

### Als Schauspieler
- 1968: Romeo und Julia (Romeo and Juliet / Romeo e Giulietta)
- 1968: The Other People
- 1970: Tschaikowsky – Genie und Wahnsinn (The Music Lovers)
- 1971: Private Road
- 1975: Die Geschichte der Adèle H. (L’histoire d’Adèle H.)
- 1977: Kleinhoff Hotel
- 1977: The Brute
- 1998: Still Crazy

### Als Drehbuchautor
- 1984: The Killing Fields – Schreiendes Land (The Killing Fields)
- 1987: Withnail & I
- 1989: Ein erfolgreicher Mann (How to Get Ahead in Advertising), Alternativtitel: Kopf an Kopf
- 1989: Die Schattenmacher (Fat Man and Little Boy)
- 1992: Jennifer 8 (Jennifer Eight)
- 1998: Für das Leben eines Freundes (Return to Paradise)
- 1999: Jenseits der Träume (In Dreams)
- 2011: The Rum Diary
- 2012: Die fürchterliche Furcht vor dem Fürchterlichen (A Fantastic Fear of Everything, als Autor der Vorlage)

### Als Regisseur
- 1987: Withnail & I (Withnail & I)
- 1989: Ein erfolgreicher Mann (How to Get Ahead in Advertising), Alternativtitel: Kopf an Kopf
- 1992: Jennifer 8 (Jennifer Eight)
- 2011: The Rum Diary

## Bibliographie (Auswahl)
- The Peculiar Memories of Thomas Penman, Bloomsbury, London 1998
  - Die merkwürdigen Erinnerungen des Thomas Penman, dt. von Werner Schmitz, Goldmann, München 2000, ISBN 978-3-442-30792-0
- The Obvious Elephant (Bilderbuch mit Illustrationen von Sophie Windham), Bloomsbury, London 2000
- Harold and the Duck (Bilderbuch mit Illustrationen von Sophie Windham), Bloomsbury, London 2005
- They All Love Jack: Busting the Ripper (Buch über Jack the Ripper), Harper Collins, New York/London 2015